# Оленячий парк

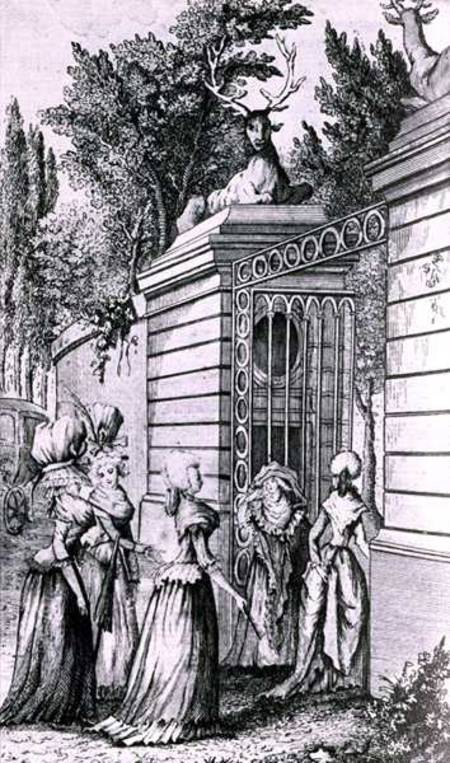
Дівчат ведуть до парку, гравюра 19 ст.

«Оленячий парк» (фр. Parc-aux-cerfs) — маєток в околицях Версаля, що призначався для інтимних зустрічей короля Франції Людовика XV з його численними фаворитками 15-17 років, дібраними маркізою де Помпадур. В літературі XIX–XX століть феномен «оленячого парку» використовувався як приклад розбещеності звичаїв епохи рококо.
Ініціювала створення «оленячого парку» офіційна фаворитка Людовика XV — маркіза де Помпадур. Причина цього рішення криється в наступному: не бажаючи втратити короля (а разом з ним і владу над країною), фаворитка сама обирала для нього вродливих, юних, але не дуже розумних дівчат. Таким чином маркіза не допускала появи серйозної суперниці, яка могла б надовго зайняти місце в серці Людовика.
У зв'язку з існування саду сучасні історики та літератори часто пишуть про розбещення малолітніх Людовиком XV. В «Оленячому парку» утримували дівчат 15-17 років, що за нормами XVIII століття не вважалось дитячим віком. Король був для дівчат інкогніто або представлявся «польським дворянином» з почту Станіслава Лещинського. Коли та чи інша дівчина переставала цікавити короля, її видавали в шлюб. При цьому король забезпечував їй значний посаг.
Найвідоміша з дівчат, які пройшли через «Оленячий парк», — ірландка Луїза О'Мерфі, зображена на низці полотен Франсуа Буше.